# Sevan Gökoğlu
Sevan Gökoğlu (* 29. Mai 1982; † 21. Juli 2019 in Schramberg) war ein deutscher Keyboarder, Komponist und Musikproduzent.

## Leben und Wirken
Er war der Sohn des Musikers Rupen Gökoğlu und erhielt erst mit 14 Jahren den ersten Klavierunterricht.
Obwohl er schon bald großes musikalisches Talent bewies, begann er mit 18 Jahren zunächst eine Lehre zum Kaufmann im Einzelhandel bei der Firma Mister Music in Schramberg. 2005 ging er zum Musikstudium an die Popakademie Baden-Württemberg in Mannheim, wo er sich innerhalb kurzer Zeit zu einem international gefragten Keyboarder etablierte. 
Sevan Gökoğlu spielte mit Sasha, Xavier Naidoo, Jan Delay, Max Herre, Adel Tawil, der Schweizer Sängerin Stefanie Heinzmann und anderen und war an deren CD-Produktionen beteiligt. Aufgrund seiner Vielseitigkeit galt er als Ausnahmemusiker.
Daneben arbeitete er für die Firma Korg als Produkttester und Markenbotschafter.

## Tod
Gökoğlu stand am 19. Juli 2019 noch mit Stefanie Heinzmann auf der Bühne des Festivals Moon&Stars in Locarno. Zwei Tage später, in der Nacht auf den 21. Juli, starb er völlig überraschend im Alter von 37 Jahren an einem Herzstillstand.

## Familie
Sevan Gökoğlu war mit der Sängerin Katia Belley verheiratet.